# Третяк (Чернігів)
Третяк — історична назва частини земель Чернігова. Третяк — тобто третє місто після Дитинця і Окольного града. 
Третяк - південно-західна частина площею 19,5-20,5 га слов'янського міста сіверян, що формувалось з VII сторіччі. 
У IX сторіччі був центром сіверян та увійшов до складу Київської Русі. 
Ще за часів Київської Руси територія мала самостійну  лінію укріплень близько 1600 м. 
Єлецький Успенський монастир, заснований у XI сторіччі, який теж мав самостійну систему укріплень частково сформований на укріпленнях. Від Третяка до Київської брами чернігівського Дитинця, а згодом і до Єлецького монастиря вела дорога, яка з часом стала Єлецькою вулицею.
Третяк, як окремий укріплений район існував і в часи Гетьманської України. На межі XVII — XVIII сторіч в центрі Третяка була збудована Катерининська церква.
Сьогодні Третяк — місце відпочинку, дозвілля та релігійного життя чернігівців, та гостей міста.

### Етимологія слова
Третяк